# Żnin-Wschód (gromada)
Żnin-Wschód – dawna gromada, czyli najmniejsza jednostka podziału terytorialnego Polskiej Rzeczypospolitej Ludowej w latach 1954–1972.
Gromady, z gromadzkimi radami narodowymi (GRN) jako organami władzy najniższego stopnia na wsi, funkcjonowały od reformy reorganizującej administrację wiejską przeprowadzonej jesienią 1954 do momentu ich zniesienia z dniem 1 stycznia 1973, tym samym wypierając organizację gminną w latach 1954–1972.
Gromadę Żnin-Wschód z siedzibą GRN w mieście Żninie (nie wchodzącym w jej skład) utworzono 31 grudnia 1961 w powiecie żnińskim w woj. bydgoskim z obszarów zniesionych gromad Jadowniki (bez wsi Annowo i Wiktorowo) i Góra (bez części wsi Góra) w tymże powiecie. Powodem dodania przydawki "Wschód" było równoczesne utworzenie gromady Żnin-Zachód (także z siedzibą w Żninie), a celem ujednoznacznienie dwóch gromad w tym samym powiecie o tym samym członie.
1 stycznia 1972 do gromady Żnin-Wschód włączono sołectwa Kaczkowo, Ustaszewo i Uścikowo ze zniesionej gromady Świątkowo oraz sołectwo Annowo ze zniesionej gromady Laski Wielkie w tymże powiecie.
Gromada przetrwała do końca 1972 roku, czyli do kolejnej reformy gminnej. 1 stycznia 1973 w powiecie żnińskim utworzono gminę Żnin.